# Ilkley
Ilkley – miasto w Wielkiej Brytanii, w Anglii, w regionie Yorkshire and the Humber, w hrabstwie West Yorkshire. W 2001 roku miasto zamieszkiwało 13 828 osób.